# Preolímpico Femenino de Concacaf de 2020
El Preolímpico Femenino de Concacaf 2020 (Norteamérica, Centroamérica y Caribe) se desarrolló del 28 de enero al 9 de febrero de 2020 en Houston, Edinburg y Carson, en los Estados Unidos. Este fue el torneo clasificatorio que envió a las dos selecciones finalistas directamente al Torneo Olímpico de fútbol que se realizará de 22 de julio a 7 de agosto de 2020 en Tokio (Japón). En el torneo participaron selecciones absolutas.

## Eliminatorias

### NorteaméricaNAFU
Estados Unidos, México y Canadá están clasificados automáticamente a la última ronda de la Concacaf.

### CentroaméricaUNCAF
Los países de Centroamérica se les otorgaron dos plazas para la última ronda de la Concacaf.
Costa Rica y Panamá fueron elegidas como la sede de un campeonato dividido en dos grupos de tres equipos por país que se distribuyeron de la siguiente forma: Costa Rica, El Salvador y Nicaragua (Alajuela, Costa Rica). Honduras, Guatemala y Panamá (Ciudad de Panamá, Panamá), con los dos mejores equipos clasificados para la fase final de ocho equipos de la Concacaf en Estados Unidos.

#### Grupo A
| Equipo      | Pts | PJ | PG | PE | PP | GF | GC | Dif |
| ----------- | --- | -- | -- | -- | -- | -- | -- | --- |
| Costa Rica  | 6   | 2  | 2  | 0  | 0  | 7  | 0  | 7   |
| Nicaragua   | 3   | 2  | 1  | 0  | 1  | 2  | 3  | –1  |
| El Salvador | 0   | 2  | 0  | 0  | 2  | 1  | 7  | –6  |

| 4 de octubre de 2019, 20:00 | Costa Rica                   | 2:0 (1:0) | Nicaragua | Alejandro Morera Soto, Alajuela |  |
|                             | Chinchilla 15' · Salas 90+1' | Reporte   |           |                                 |  |

| 6 de octubre de 2019, 20:00 | Nicaragua | 2:1 (1:1) | El Salvador              | Alejandro Morera Soto, Alajuela |  |
|                             | Cerén 13' | Reporte   | Silva 45+2' · Flores 85' |                                 |  |

| 8 de octubre de 2019, 20:00 | El Salvador | 0:5 (0:3) | Costa Rica                                                 | Alejandro Morera Soto, Alajuela |  |
|                             |             | Reporte   | Rodríguez 5' 18' · Salas 39' · Chinchilla 56' · Varela 85' |                                 |  |

#### Grupo B
| Equipo    | Pts | PJ | PG | PE | PP | GF | GC | Dif |
| --------- | --- | -- | -- | -- | -- | -- | -- | --- |
| Panamá    | 6   | 2  | 2  | 0  | 0  | 6  | 1  | 5   |
| Guatemala | 3   | 2  | 1  | 0  | 1  | 5  | 3  | 2   |
| Honduras  | 0   | 2  | 0  | 0  | 2  | 0  | 7  | –7  |

| 4 de octubre de 2019, 20:00 | Panamá                           | 3:0 (3:0) | Honduras | Rommel Fernández, Panamá |  |
|                             | Murillo 2' · Cox 14' · Riley 35' | Reporte   |          |                          |  |

| 6 de octubre de 2019, 20:00 | Honduras | 0:4 (0:0) | Guatemala                                         | Rommel Fernández, Panamá |  |
|                             |          | Reporte   | Aguilar 65' · Rivera 71' · Mayen 88' · Albeño 90' |                          |  |

| 8 de octubre de 2019, 20:00 | Guatemala           | 1:3 (1:2) | Panamá                                | Rommel Fernández, Panamá |  |
|                             | Martínez 34' (pen.) | Reporte   | Riley 9' · Cox 26' (pen.) · Mills 55' |                          |  |

## Torneo final
En la última ronda de la CONCACAF competirán los ocho equipos clasificados anteriormente divididos en dos grupos en los que los primeros dos lugares de cada uno avanzaron a las semifinales; en ellas, los dos países ganadores clasificarán a los Juegos Olímpicos de Tokio 2020. El sorteo se llevó a cabo el 7 de noviembre de 2019.

### Equipos participantes
| CFU - Haití - Jamaica - San Cristóbal y Nieves |  | UNCAF - Costa Rica - Panamá |  | NAFU - Canadá - México - Estados Unidos |

## Resultados

### Fase de grupos

#### Grupo A
| Equipo         | Pts | PJ | PG | PE | PP | GF | GC | Dif |
| -------------- | --- | -- | -- | -- | -- | -- | -- | --- |
| Estados Unidos | 9   | 3  | 3  | 0  | 0  | 18 | 0  | 18  |
| Costa Rica     | 6   | 3  | 2  | 0  | 1  | 8  | 7  | 1   |
| Haití          | 3   | 3  | 1  | 0  | 2  | 6  | 6  | 0   |
| Panamá         | 0   | 3  | 0  | 0  | 3  | 1  | 20 | –19 |

| 28 de enero de 2020, 17:00 | Costa Rica                                                                        | 6:1 (2:1) | Panamá       | BBVA Stadium, Houston, Texas |                         |
|                            | Herrera 9', 72' · Rodríguez 15' (pen.) · Cruz 67' · Chinchilla 70' · Elizondo 83' | Reporte   | Castillo 45' | Árbitra: Lucila Venegas      | Árbitra: Lucila Venegas |

| 28 de enero de 2020, 19:30 | Estados Unidos                                    | 4:0 (1:0) | Haití | BBVA Stadium, Houston, Texas |                          |
|                            | Press 2' · Williams 67' · Horan 73' · Lloyd 90+3' | Reporte   |       | Árbitra: Odette Hamilton     | Árbitra: Odette Hamilton |

| 31 de enero de 2020, 17:00 | Haití | 0:2 (0:0) | Costa Rica         | BBVA Stadium, Houston, Texas |                              |
|                            |       | Reporte   | Rodríguez 57', 66' | Árbitro(s): Francia González | Árbitro(s): Francia González |

| 31 de enero de 2020, 19:30 | Panamá | 0:8 (0:4) | Estados Unidos                                                                         | BBVA Stadium, Houston, Texas |                             |
|                            |        | Reporte   | Horan 3', 18', 81' · Williams 16' · Lavelle 21' · Press 70' · McDonald 72' · Heath 79' | Árbitro(s): Myriam Marcotte  | Árbitro(s): Myriam Marcotte |

| 3 de febrero de 2020, 17:00 | Panamá | 0:6 (0:3) | Haití                                                                    | BBVA Stadium, Houston, Texas |                             |
|                             |        | Reporte   | Mondésir 5' (pen.), 84' · Saint-Félix 12', 29' · Dumonay 47' · Louis 59' | Árbitro(s): Myriam Marcotte  | Árbitro(s): Myriam Marcotte |

| 3 de febrero de 2020, 19:30 | Estados Unidos                                            | 6:0 (3:0) | Costa Rica | BBVA Stadium, Houston, Texas |                              |
|                             | Press 4', 36' · Horan 10' · Mewis 63', 83' · McDonald 77' | Reporte   |            | Árbitro(s): Francia González | Árbitro(s): Francia González |

#### Grupo B
| Equipo                 | Pts | PJ | PG | PE | PP | GF | GC | Dif |
| ---------------------- | --- | -- | -- | -- | -- | -- | -- | --- |
| Canadá                 | 9   | 3  | 3  | 0  | 0  | 22 | 0  | 22  |
| México                 | 6   | 3  | 2  | 0  | 1  | 7  | 2  | 5   |
| Jamaica                | 3   | 3  | 1  | 0  | 2  | 7  | 10 | –3  |
| San Cristóbal y Nieves | 0   | 3  | 0  | 0  | 3  | 0  | 24 | –24 |

| 29 de enero de 2020, 16:30 | Canadá | 11:0 (7:0) | San Cristóbal y Nieves | H-E-B Park, Edinburg, Texas |                            |
|                            | Sinclair 7' (pen.), 23' · León 12', 26', 43', 80' · Lawrence 18', 57' · Riviere 40' · Fleming 54' · Huitema 74' | Reporte    |                        | Árbitro(s): Crystal Sobers  | Árbitro(s): Crystal Sobers |

| 29 de enero de 2020, 19:00 | México      | 1:0 (1:0) | Jamaica | H-E-B Park, Edinburg, Texas    |                                |
|                            | Cuéllar 36' | Reporte   |         | Árbitro(s): Ekaterina Koroleva | Árbitro(s): Ekaterina Koroleva |

| 1 de febrero de 2020, 14:30 | San Cristóbal y Nieves | 0:6 (0:4) | México                                                                    | H-E-B Park, Edinburg, Texas |                            |
|                             |                        | Reporte   | Palacios 3' · López 4' · Mayor 9' (pen.) · Cuéllar 22', 52' · Mercado 76' | Árbitro(s): Tatiana Guzmán  | Árbitro(s): Tatiana Guzmán |

| 1 de febrero de 2020, 16:30 | Jamaica | 0:9 (0:3) | Canadá                                                              | H-E-B Park, Edinburg, Texas |                            |
|                             |         | Reporte   | Huitema 10', 55', 62', 81', 90+3' · Rose 16' · Beckie 44', 51', 66' | Árbitro(s): Melissa Borjas  | Árbitro(s): Melissa Borjas |

| 4 de febrero de 2020, 17:30 | Canadá                        | 2:0 (2:0) | México | H-E-B Park, Edinburg, Texas    |                                |
|                             | Sinclair 26' · Zadorsky 45+1' | Reporte   |        | Árbitro(s): Ekaterina Koroleva | Árbitro(s): Ekaterina Koroleva |

| 4 de febrero de 2020, 19:30 | Jamaica                                                                       | 7:0 (2:0) | San Cristóbal y Nieves | H-E-B Park, Edinburg, Texas |                            |
|                             | Shaw 38', 57' · Cameron 40' · Solaun 51' · Carter 68' (pen.) · McCoy 70', 85' | Reporte   |                        | Árbitro(s): Crystal Sobers  | Árbitro(s): Crystal Sobers |

### Segunda fase
|  | Semifinales    | Semifinales    | Semifinales    |                |        | Final  | Final | Final |  |
|  |                |                |                |                |        |        |       |       |  |
|  |                |                |                |                |        |        |       |       |  |
|  | Canadá         | Canadá         | 1              |                |        |        |       |       |  |
|  | Canadá         | Canadá         | 1              |                |        |        |       |       |  |
|  | Costa Rica     | Costa Rica     | 0              |                |        |        |       |       |  |
|  | Costa Rica     | Costa Rica     | 0              |                | Canadá | Canadá | 0     |       |  |
|  |                |                |                |                | Canadá | Canadá | 0     |       |  |
|  |                |                | Estados Unidos | Estados Unidos | 3      |        |       |       |  |
|  | Estados Unidos | Estados Unidos | Estados Unidos | Estados Unidos | 3      | 4      |       |       |  |
|  | Estados Unidos | Estados Unidos |                |                |        | 4      |       |       |  |
|  | México         | México         | 0              |                |        |        |       |       |  |
|  | México         | México         | 0              |                |        |        |       |       |  |
|  |                |                |                |                |        |        |       |       |  |

#### Semifinal
| 7 de febrero de 2020, 16:00 | Canadá      | 1:0 (0:0) | Costa Rica | Dignity Health Sports Park, Carson, California |                            |
|                             | Huitema 72' | Reporte   |            | Árbitro(s): Lucila Venegas                     | Árbitro(s): Lucila Venegas |

| 7 de febrero de 2020, 19:00 | Estados Unidos                          | 4:0 (2:0) | México | Dignity Health Sports Park, Carson, California |                            |
|                             | Lavelle 5' · Mewis 14', 67' · Press 74' | Reporte   |        | Árbitro(s): Melissa Borjas                     | Árbitro(s): Melissa Borjas |

#### Final
| 9 de febrero de 2020, 15:00 | Estados Unidos                         | 3:0 (0:0) | Canadá | Dignity Health Sports Park, Carson, California |                            |
|                             | Williams 60' · Horan 71' · Rapinoe 87' | Reporte   |        | Árbitro(s): Tatiana Guzmán                     | Árbitro(s): Tatiana Guzmán |

|                |
| Campeón        |
| Estados Unidos |
| 5° título      |

## Clasificados aTokio 2020
| Bandera de Canadá | Bandera de Estados Unidos |
| Canadá            | Estados Unidos            |